# Palacio del Duque de Arión
El palacio del Duque de Arión fue un palacete desaparecido, ubicado en el número 7 del paseo de la Castellana, en Madrid (España). También fue conocido como el palacio de los Marqueses de la Puente y Sotomayor, por Joaquín Fernández de Córdoba, quien tuvo ambos títulos, también fue quien hizo los planes. El solar actualmente lo ocupa un edificio de oficinas que fue sede del Banco de Crédito Español (Banesto) (este último realizado en 1966). 
En 1915 residían en él los duques de Arión con su cuatro hijos y una servidumbre de once personas. 